# Armando González
Armando González fou un futbolista paraguaià.

## Selecció del Paraguai
Va formar part de l'equip paraguaià a la Copa del Món de 1950 i a la Copa Amèrica de 1949.